# Sagittaria macrophylla
Sagittaria macrophylla es una especie de la familia de la papa de agua (Alismataceae), dentro del orden Alismatales en Liliopsida. El nombre del género Sagittaria hace referencia a la forma de la hoja como una punta de flecha, la especie, S. macrophylla, ha referencia a sus hojas de gran tamaño.

## Clasificación y descripción
Planta perteneciente a la familia Alismataceae. Planta acuática, enraizada, emergente, anual o perenne; cormos esféricos de 1 cm de diámetro; hojas lanceoladas a ovadas de hasta 24 cm de largo y hasta 10 cm de ancho, base sagitada, lóbulos basales cuneados; escapos florales erectos, simples de hasta 90 cm de longitud, con 2 a 6 verticilos florales; sin estambres ni estaminodios de los verticilos inferiores, generalmente pétalos blancos tanto en las flores estamiandas como en las pistiladas; pico estilar subapical erecto a diversamente curvado.

## Distribución
Es una especie endémica de México, se ha registrado en el Distrito Federal, Guanajuato, Hidalgo, Jalisco, estado de México, Michoacán y Morelos.

## Hábitat
Habita en lagos y pozas de montaña en vegetación de tipo matorral xerófilo, bosque de galería, bosque tropical caducifolio y vegetación secundaria orillas de los ríos; se ha registrado entre los 1540 y 2260 m s. n. m.

## Estado de conservación
En México se cataloga bajo “Amenazada” en la NOM-059-SEMARNAT-2010; esta especie aún no ha sido evaluada por la Lista Roja de Especies Amenazadas.